# Doubravník
Doubravník (deutsch Doubrawnik) ist eine Minderstadt im Okres Brno-venkov der Tschechischen Republik.

## Geographie
Die Gemeinde befindet sich unweit der Burg Pernstein, etwa fünfunddreißig Kilometer nordwestlich von Brünn, am Zufluss des Baches Rakovec in die Svratka. Sie liegt im Naturpark Svratecká hornatina.
Die Svratka zeigt oberhalb der Ortschaft einen mäandrierenden Verlauf, der im Tal eine fluviale Ebene hinterließ. Unterhalb von Doubravník windet sie sich mit einem ausholenden Bogen entlang der steilen Talhänge.
Die Siedlung ist weitgehend von den bewaldeten Höhen im Böhmisch-Mährischen Grenzgebirge umschlossen.
Aus Richtung Brünn kommend, führt die Regionalstraße 387 durch Doubravník in nordwestliche Richtung gegen Bystřice nad Pernštejnem. Durch die Eisenbahnlinie Brno-Žďár nad Sázavou verfügt die Ortschaft über einen Bahnhof.

## Geschichte
Die Ursprünge der Siedlung Doubravník gehen auf eine romanische Kirche und Pfarrei der Augustiner zurück, die mit dem Jahr 1208 erstmals urkundlich belegt ist. In einem Schreiben von Papst Gregor IX., datiert vom 23. Februar 1233, wird in Doubravník die Kirche zum Heiligen Franziskus erwähnt. Auf Betreiben von Štěpán von Medlov, einem Vorfahren der Herren von Pernstein, erfolgte eine Klostergründung. Später wurde die Anlage in den Hussitenkriegen zerstört und danach wieder neu errichtet.
Seit 1483 begann sich die Siedlung zu einem Marktflecken zu entwickeln. Auf den Grundmauern der ehemaligen klösterlichen Anlage erbauten die Herren von Pernstein eine repräsentative Kirche, die in ihrem Umfang weit über den Bedarf der Bevölkerung des Ortes und seiner Umgebung hinausging. Dieses Bauwerk wird dem mährischen Landeshauptmann Johann von Pernstein zugeschrieben, der es seinem Vater, Wilhelm II. von Pernstein widmete. Das Kloster wurde 1543 aufgehoben und die letzten Schwestern übersiedelten in das Kloster Porta Coeli. 1548 weihte der Olmützer Bischof Paul von Miličin und Talmberg die Kirche.
Seit dem 10. Oktober 2006 besitzt Doubravník den Status eines Městys.

## Gemeindegliederung
Der Městys Doubravník besteht aus den Ortsteilen Doubravník (Doubrawnik) und Křížovice (Krischowitz).

## Sehenswürdigkeiten
Die städtische Denkmalschutzzone existiert seit 1995.

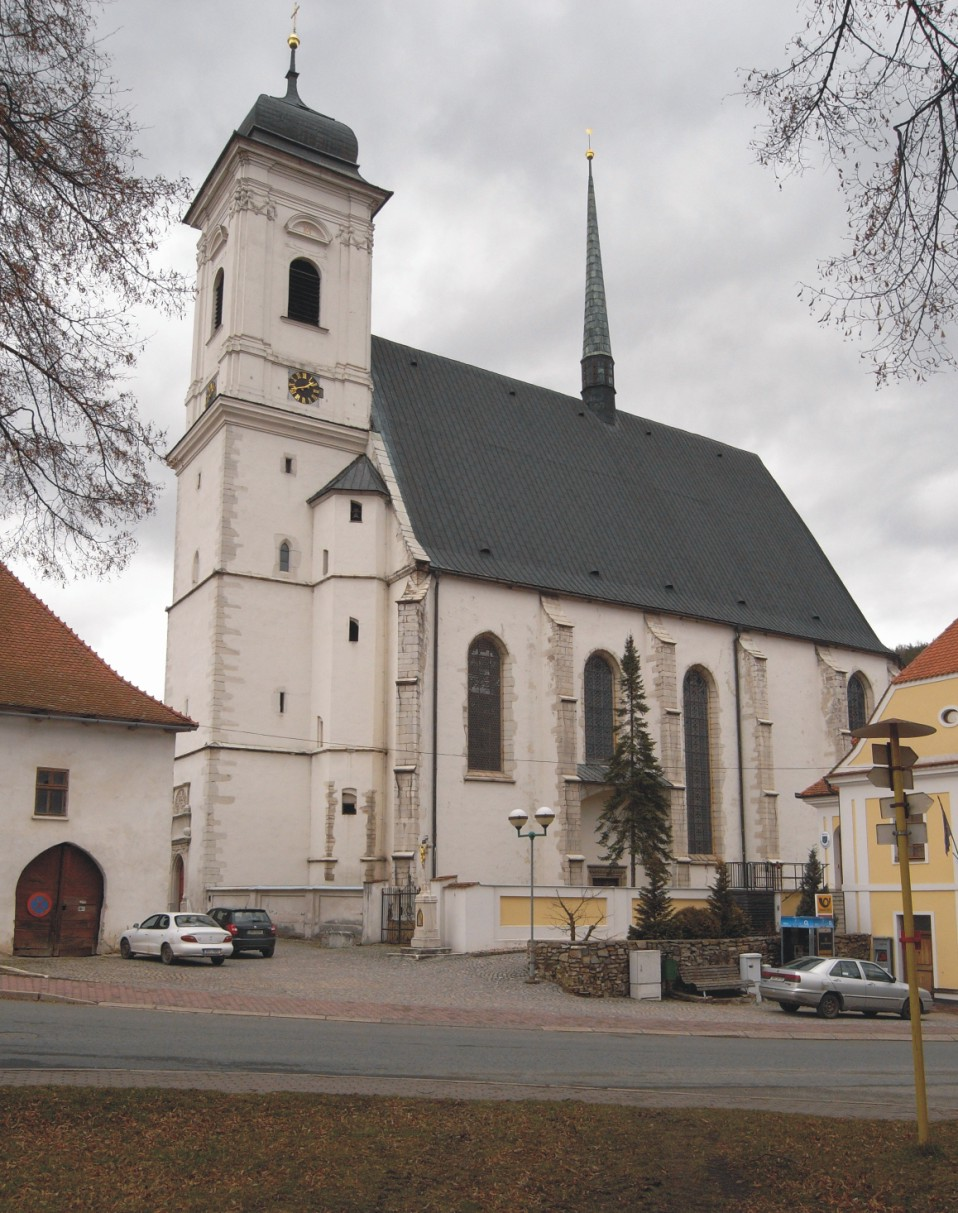
Pfarrkirche in Dubravník

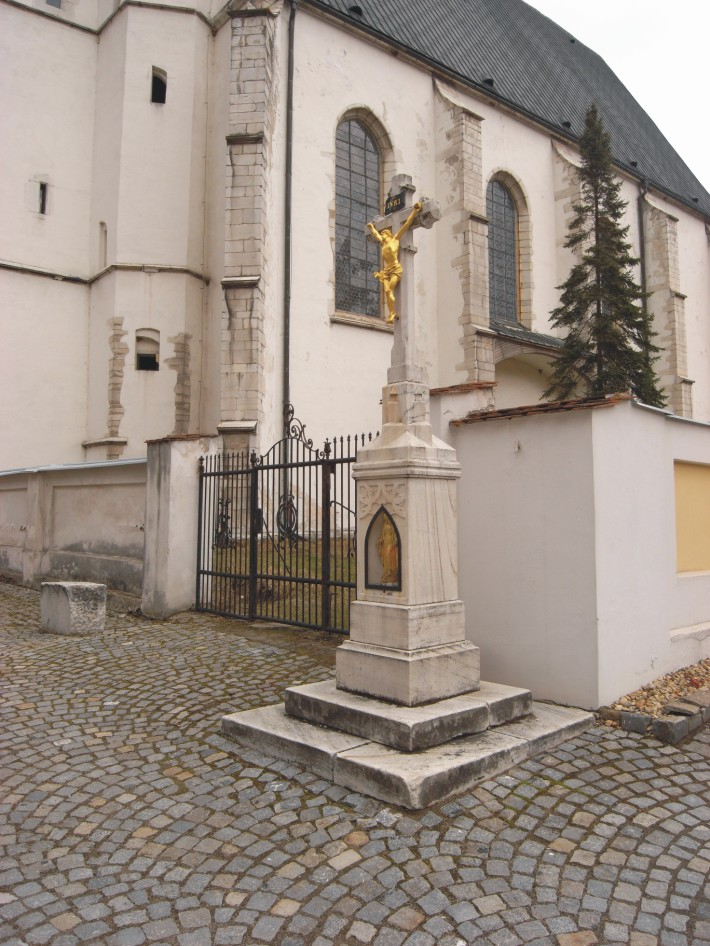
Betsäule und Fassadenteile der Kirche aus Marmor von Nedvědice

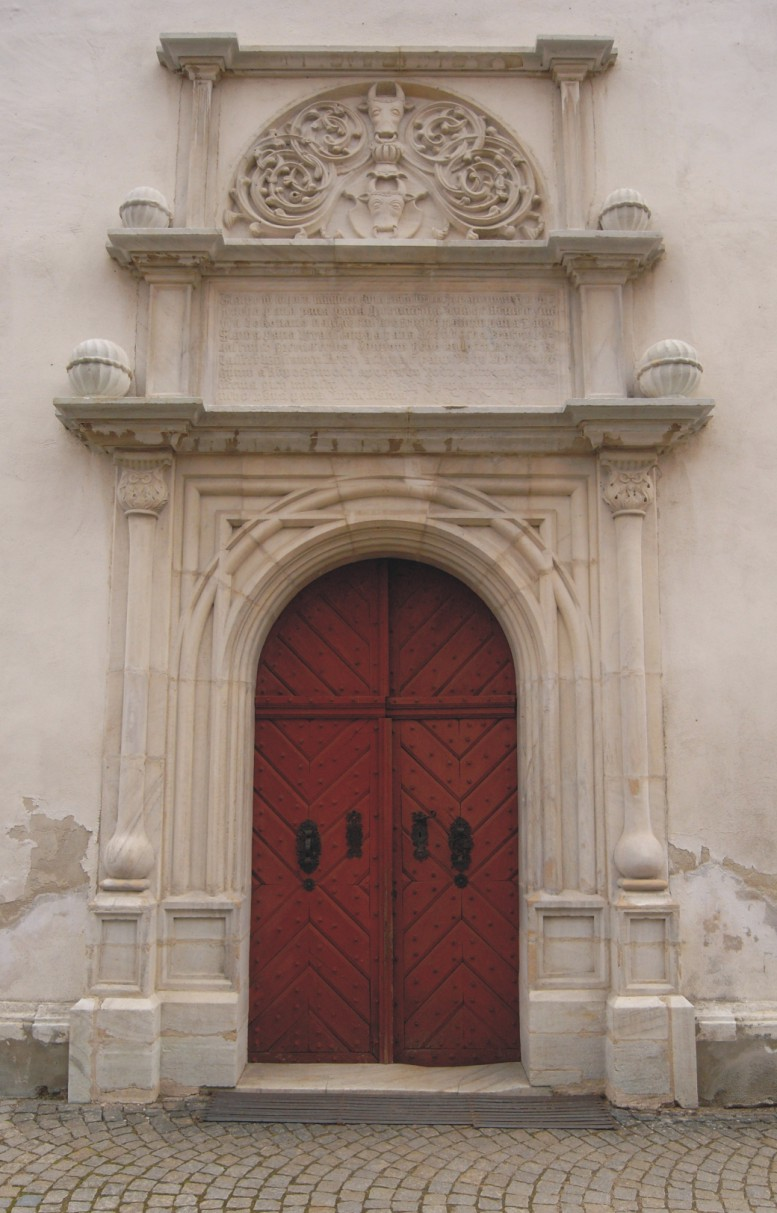
Portal der Pfarrkirche aus Marmor von Nedvědice

### Heiligkreuzkirche
Die 1535–1557 errichtete Heiligkreuzkirche („Kirche der Auffindung des Heiligen Kreuzes“) ist eine spätgotische Hallenkirche mit Renaissanceeinflüssen, die als Grabkirche der Herren von Pernstein errichtet wurde. An den Wänden der Krypta befinden sich Epitaphien aus der Gotik und Renaissance von Angehörigen dieses Adelsgeschlechts.
Der barocke Hauptaltar ist ein Werk des Brünner Bildhauers Andreas Schweigel aus den Jahren 1781–1786. Zu beiden Seiten sind jeweils zwei Marmorplastiken aufgestellt. Das Altarbild Auffindung des Heiligen Kreuzes entstand im Atelier des Wiener Künstlers Franz Anton Maulbertsch. Die barocke Orgel stammt aus dem Jahr 1760 und ist ein Werk des Meisters Jan Výmola aus Brünn.
Ihre architekturgeschichtliche Bedeutung erhält die Kirche durch den für das Europa nördlich der Alpen äußerst seltenen Umstand, dass ein großer Teil dieses Kirchenbauwerks aus Marmor errichtet wurde. Das betrifft wichtige sichtbare Außenelemente des Mauerwerks wie Stützpfeiler und Eckmauerungen, alle tragenden Teile des Innenraumes (profilierte Säulen und Gewölberippen) einschließlich des Fußbodens sowie das Portal. Diese Bauwerksteile sind aus dem überwiegend weißen Marmor von Nedvědice gefertigt worden.
- Statuen der hl. Johannes von Nepomuk und Sebastian auf dem Marktplatz
- Kapelle der hl. Maria-Magdalena aus dem 16. Jahrhundert auf dem Hügel Bozinka westlich der Siedlung
- Denkmal des Anatomen und Veterinärmediziners Jan Kolda (1895–1958), dem Begründer der tschechoslowakischen Veterinärmorphologie